# Валя-Тиргулуй
Валя-Тиргулуй (рум. Valea Târgului) — село у повіті Васлуй в Румунії. Входить до складу комуни Пушкаші.
Село розташоване на відстані 274 км на північний схід від Бухареста, 5 км на захід від Васлуя, 56 км на південь від Ясс, 139 км на північ від Галаца.

## Населення
За даними перепису населення 2002 року у селі проживали 179 осіб, усі — румуни. Усі жителі села рідною мовою назвали румунську.